# ۲۳۴ (قمری)
۲۳۴ (قمری)، دویست و سی و چهارمین سال در گاهشماری هجری قمری است. اول محرم این سال برابر با نهم اوت سال ۸۴۸ میلادی است.

## زادگان
- شوال - اسماعیل سامانی بنیانگذار حکومت سامانیان